# Anceriz
Anceriz é uma povoação portuguesa do Município de Arganil que foi sede da extinta Freguesia de Anceriz, freguesia que tinha 4,41 km² de área e 146 habitantes (2011), e, por isso, uma densidade populacional de 33,1 hab./km².
A Freguesia de Anceriz foi extinta em 2013, no âmbito de uma reforma administrativa nacional, tendo sido agregada à freguesia de Vila Cova de Alva, para formar uma nova freguesia denominada União das Freguesias de Vila Cova de Alva e Anseriz com sede em Vila Cova de Alva.
Realiza-se anualmente nas Eiras, a Festa em Honra de Nossa Senhora de ao Pé da Cruz, sendo sempre no 3.º domingo de agosto. 

## População
| População da freguesia de Anceriz | População da freguesia de Anceriz | População da freguesia de Anceriz | População da freguesia de Anceriz | População da freguesia de Anceriz | População da freguesia de Anceriz | População da freguesia de Anceriz | População da freguesia de Anceriz | População da freguesia de Anceriz | População da freguesia de Anceriz | População da freguesia de Anceriz | População da freguesia de Anceriz | População da freguesia de Anceriz | População da freguesia de Anceriz | População da freguesia de Anceriz |
| --------------------------------- | --------------------------------- | --------------------------------- | --------------------------------- | --------------------------------- | --------------------------------- | --------------------------------- | --------------------------------- | --------------------------------- | --------------------------------- | --------------------------------- | --------------------------------- | --------------------------------- | --------------------------------- | --------------------------------- |
| 1864                              | 1878                              | 1890                              | 1900                              | 1911                              | 1920                              | 1930                              | 1940                              | 1950                              | 1960                              | 1970                              | 1981                              | 1991                              | 2001                              | 2011                              |
| 422                               | 446                               | 400                               | 451                               | 428                               | 452                               | 378                               | 376                               | 358                               | 331                               | 271                               | 269                               | 228                               | 188                               | 146                               |

| Distribuição da População por Grupos Etários em 2001 e 2011 | Distribuição da População por Grupos Etários em 2001 e 2011 | Distribuição da População por Grupos Etários em 2001 e 2011 | Distribuição da População por Grupos Etários em 2001 e 2011 | Distribuição da População por Grupos Etários em 2001 e 2011 | Distribuição da População por Grupos Etários em 2001 e 2011 | Distribuição da População por Grupos Etários em 2001 e 2011 | Distribuição da População por Grupos Etários em 2001 e 2011 | Distribuição da População por Grupos Etários em 2001 e 2011 | Distribuição da População por Grupos Etários em 2001 e 2011 |
| ----------------------------------------------------------- | ----------------------------------------------------------- | ----------------------------------------------------------- | ----------------------------------------------------------- | ----------------------------------------------------------- | ----------------------------------------------------------- | ----------------------------------------------------------- | ----------------------------------------------------------- | ----------------------------------------------------------- | ----------------------------------------------------------- |
| Idade                                                       | 0-14                                                        | 15-24                                                       | 25-64                                                       | > 65                                                        |                                                             | 0-14                                                        | 15-24                                                       | 25-64                                                       | > 65                                                        |
| 2001                                                        | 15                                                          | 14                                                          | 84                                                          | 75                                                          |                                                             | 8,0%                                                        | 7,4%                                                        | 44,7%                                                       | 39,9%                                                       |
| 2011                                                        | 10                                                          | 10                                                          | 65                                                          | 61                                                          |                                                             | 6,8%                                                        | 6,8%                                                        | 44,5%                                                       | 41,8%                                                       |

## Património
- Capela da Nossa Senhora de ao Pé da Cruz
- Capela de Santo António
- Cruzeiro do Clarigo
- Casas quinhentistas (na rua principal de Anceriz)
- Lugar de Queijel
- Fonte de Baixo
- antigos Lavadouros